# Марк Фулвий Флак (консул 264 пр.н.е.)
Вижте пояснителната страница за други личности с името Марк Фулвий Флак.
Марк Фулвий Флак (на латински: Marcus Fulvius Flaccus; * между 315 и 305 пр.н.е.; † сл. 264 пр.н.е.) e политик на Римската република през 3 век пр.н.е. Той е основател на клон Флаки на фамилията Фулвии.
През 271 пр.н.е. той народен трибун и през 270 пр.н.е. цензор на мястото на умрелия Луций Папирий Претекстат и като duovir aquae perducendae се грижи с Маний Курий Дентат за завършването на строежа на водопровода Анио Ветус.
През 264 пр.н.е. Флак e консул с колега Апий Клавдий Кавдекс и завоюва Волсинии и последния етруския град Велзна, за което получава триумф. На Авентин той освещава храм на донесения бог Вертумн. До храма на Матер Матута са намерени записки на подаръците, които той поставил там като триумфатор.
През 246 пр.н.е. Флак служи, вече доста стар, като началник на конницата на диктатор Тиберий Корунканий за провеждането на избори.